# Nossa Senhora do Novo Advento

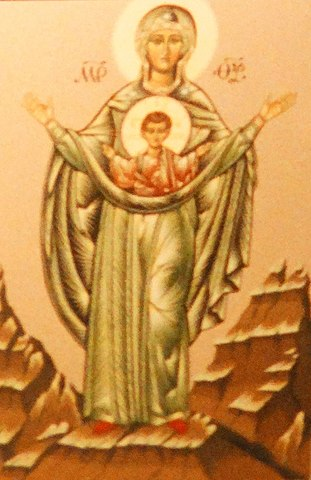
Imagem de Nossa Senhora do Novo Advento

Nossa Senhora do Novo Advento é um ícone de Maria associado à Arquidiocese Católica Romana de Denver. Foi escrito por Pe. William McNichols, S.J. O ícone foi entregue ao Papa João Paulo II pelo Cardeal Francis Stafford por ocasião da Jornada Mundial da Juventude realizada em Denver, em 1993. O ícone é baseado no ícone Mirozh e no hino O Virgo Splendens. A memória de Maria com este título é celebrada em 16 de dezembro na Arquidiocese de Denver.